# کوری بورتون
کوری بورتون (انگلیسی: Corey Burton؛ زادهٔ ۳ اوت ۱۹۵۵) صداپیشه اهل ایالات متحده آمریکا است. وی از سال ۱۹۷۲ میلادی تاکنون مشغول فعالیت بوده‌است.
از فیلم‌ها یا برنامه‌های تلویزیونی که وی در آن نقش داشته‌است می‌توان به قداره کشتار، دادلی دو-رایت، و سوپرمن/بتمن: دشمنان مردم اشاره کرد.
وی همچنین برندهٔ جوایزی همچون جوایز آنی شده‌است.